# 小行星20246
小行星20246（20246 Frappa）是一颗绕太阳运转的小行星，为主小行星带小行星。该小行星于1998年3月1日发现。

## 轨道参数
小行星20246的轨道半长轴为2.2959759 UA，离心率为0.082。